# Les Trois Plumes
Les Trois Plumes (en allemand : Die drei Federn) est un conte de Jacob et Wilhelm Grimm (KHM 63). Il est associé au conte-type AT 402 (« La souris, chatte, grenouille... comme fiancée ») de la classification Aarne-Thompson.

## Résumé
Un roi a trois fils ; le troisième, simple d'esprit, est appelé « l'Idiot » et ses frères se moquent de lui. Le roi leur promet que celui qui lui rapportera le tapis le plus délicat prendra sa succession à sa mort, et souffle sur trois plumes pour déterminer quelle direction chacun d'eux devra prendre. Les deux frères aînés partent ainsi, l'un vers l'ouest, l'autre vers l'est, mais la troisième plume, celle du simple d'esprit, se pose à proximité.
Assis tristement auprès de sa plume, l'idiot remarque une trappe et un escalier descendant sous terre. Il l'emprunte, frappe à une porte et est accueilli par une grosse grenouille, qui lui fait don d'un tapis extraordinaire, bien plus beau que les étoffes grossières rapportées par les deux frères. Ceux-ci, furieux, persuadent toutefois leur père de leur proposer une nouvelle épreuve, et le roi décide que celui qui rapportera le plus bel anneau sera roi à sa place.
La grenouille fait cette fois don au benêt d'un anneau magnifique, alors que ses frères rapportent une vieille roue de charrette. Le roi veut accorder son royaume à l'idiot, mais, poussé par les deux frères, il finit par déclarer que celui qui ramènera la plus belle femme sera roi.
La grenouille donne à l'idiot une rave évidée attelée de six souris, et lui dit d'y installer une petite grenouille. Aussitôt la rave se transforme en carrosse, les souris en chevaux et la petite grenouille en une merveilleuse princesse. A cette vue, et alors que ses deux autres fils n'ont ramené que des paysannes quelconques, le roi est décidé à faire don de son royaume à l'idiot, mais les deux frères s'y opposent une fois encore et exigent pour les départager que l'on fasse sauter les trois femmes à travers un anneau suspendu, pensant que les paysannes y parviendront bien mieux que cette princesse délicate. Mais les paysannes se brisent les membres en sautant, alors que la belle demoiselle réussit l'épreuve sans difficulté. L'idiot hérite définitivement du royaume, qu'il gouvernera « longtemps et avec sagesse ».

## Adaptation
Le conte a été adapté dans un épisode de la série d'animation Simsala Grimm.